# Sikkimiana darjeelingensis
Sikkimiana darjeelingensis är en insektsart som först beskrevs av Bolívar, I. 1914.  Sikkimiana darjeelingensis ingår i släktet Sikkimiana och familjen gräshoppor. Inga underarter finns listade i Catalogue of Life.